# Bush kiện Gore
Bush kiện Gore (tiếng Anh: Bush v. Gore), 531 US 98 (2000), là quyết định của Tòa án Tối cao Hoa Kỳ vào ngày 12 tháng 12 năm 2000, giải quyết tranh chấp kiểm phiếu lại trong cuộc bầu cử tổng thống năm 2000 tại Florida giữa George W. Bush và Al Gore.
Vào ngày 8 tháng 12, Tòa án Tối cao Florida đã ra lệnh kiểm phiếu lại toàn tiểu bang đối với hơn 61.000 phiếu bầu thiếu mà các máy đếm phiếu đã bỏ sót. Chiến dịch tranh cử của Bush ngay lập tức yêu cầu Tòa án Tối cao Hoa Kỳ giữ nguyên quyết định và tạm dừng việc kiểm phiếu lại. Thẩm phán Antonin Scalia tin rằng tất cả việc đếm phiếu lại tại các quận của Florida là bất hợp pháp và kêu gọi các thẩm phán khác giữ nguyên quyết định ngay lập tức. Vào ngày 9 tháng 12, năm thẩm phán bảo thủ trên Tòa án tối cao đã quyết định cho Bush thắng cử với Scalia tuyên bố "tổn hại không thể cứu vãn" có thể xảy ra với Bush vì các cuộc kiểm phiếu lại sẽ tạo ra "một đám mây không cần thiết và phi lý" đối với tính hợp pháp của Bush. Với sự bất đồng quan điểm, Thẩm phán John Paul Stevens đã viết rằng "việc kiểm đếm mọi lá phiếu được bầu hợp pháp không thể tạo ra tác hại không thể cứu vãn được." Các cuộc tranh luận hội thoại đã xảy ra vào ngày 11 tháng 12.
Trong một quyết định per curiam, Tòa án lần đầu tiên ra phán quyết 7–2 (Thẩm phán Stevens và Ruth Bader Ginsburg bỏ phiếuchoongs), nghiêm ngặt trên cơ sở bảo vệ bình đẳng, rằng việc kiểm phiếu bị dừng lại. Cụ thể, việc sử dụng các tiêu chuẩn đếm khác nhau ở các quận khác nhau đã vi phạm Điều khoản Bảo vệ Bình đẳng của Hiến pháp Hoa Kỳ. (Vụ kiện cũng đã được tranh luận dựa trên cơ sở tài phán của Điều II, vốn chỉ có lợi cho các Thẩm phán Scalia, Clarence Thomas, và William Rehnquist.) Lần thứ hai, Tòa án đã phán quyết 5–4 chống lại biện pháp khắc phục, do Thẩm phán Stephen Breyer và David Souter đề xuất, gửi hồ sơ về Florida để hoàn tất việc kiểm phiếu lại theo tiêu chuẩn thống nhất trên toàn tiểu bang trước cuộc họp dự kiến ngày 18 tháng 12 của các cử tri Florida ở Tallahassee. Đa số cho rằng không có phương pháp thay thế nào có thể được thiết lập trong thời hạn tùy ý "bến cảng an toàn" ngày 12 tháng 12 do Tiêu đề 3 của Bộ luật Hoa Kỳ (3 USC), § 5, mà Tòa án tối cao Florida đã tuyên bố rằng Cơ quan lập pháp Florida dự định gặp. Thời hạn đó đến hai giờ sau khi Tòa án công bố quyết định. Do đó, Tòa án, tuyên bố rằng việc không đáp ứng thời hạn "bến cảng an toàn" sẽ vi phạm Bộ luật Bầu cử Florida, đã bác bỏ việc gia hạn thời hạn.
Quyết định của Tòa án Tối cao cho phép chứng nhận phiếu bầu trước đó do Ngoại trưởng Florida Katherine Harris đưa ra ứng cử cho George W. Bush, người đã giành được 25 phiếu đại cử tri của Florida. Số phiếu bầu của Florida đã mang lại cho Bush, ứng cử viên Đảng Cộng hòa, 271 phiếu đại cử tri, nhiều hơn một phiếu so với 270 cần thiết để giành được Đại cử tri đoàn. Điều này có nghĩa là sự thất bại của ứng cử viên Dân chủ Al Gore, người đã giành được 267 phiếu đại cử tri (nhưng thực tế chỉ nhận được 266, với việc một " đại cử tri bất tín " từ Đặc khu Columbia bỏ phiếu trắng).
Các tổ chức truyền thông  sau đó đã phân tích các lá phiếu và nhận thấy rằng, theo bất kỳ tiêu chí nào được xem xét, các cuộc kiểm phiếu có giới hạn, được theo đuổi ban đầu dựa trên quận sẽ xác nhận một chiến thắng của Bush, trong khi một cuộc kiểm phiếu lại toàn tiểu bang sẽ dẫn đến chiến thắng cho Gore. Florida sau đó đã thay các máy bỏ phiếu mới để không dùng các thẻ đục lỗ nữa vì chúng tạo ra các chỗ giấy bị lõm hoặc giấy bị đục lỗ vẫn dính lại.